# XTE J1739-285
XTE J1739-285 is een neutronenster die de kortste rotatieperiode ooit gemeten voor een dergelijke ster van 1122 Hz zou hebben. Dat zou ~2x korter zijn dan tot dan toe voor een neutronenster gebruikelijk leek. De rotatie was gemeten aan de hand van explosies afkomstig van de ster. Mogelijk worden de explosies veroorzaakt doordat XTE J1739-285 materie opslurpt van een begeleidende ster. Als er voldoende materie van de begeleider op de neutronenster is beland, treedt er een thermonucleaire reactie op. Echter deze korte rotatieperiode kon later niet bevestigd worden.
De neutronenster werd ontdekt op 19 oktober 1999 door de ruimtetelescoop X-Ray Timing Explorer van de NASA. De satelliet detecteerde de gammastraling die uitgezonden werd tijdens de explosies. In augustus 2005 trad er een nieuwe reeks van explosies op, ditmaal waargenomen door ESA's ruimtetelescoop Integral.
Mogelijk is de ster zo compact, dat zelfs neutronen niet kunnen bestaan. In dat geval is het mogelijk dat XTE J1739-285 een quarkster is.